# Grünes Ei mit Speck (Fernsehserie)
Grünes Ei mit Speck (Originaltitel Green Eggs and Ham) ist eine US-amerikanische Zeichentrickserie, die am 8. November 2019 auf dem Video-on-Demand-Portal Netflix ihre Premiere feierte. Sie ist eine Adaption des Kinderbuchs Grünes Ei mit Speck: das Allerbeste des Autors Theodor Seuss Geisel, besser bekannt als Dr. Seuss, aus dem Jahr 1960. In deutscher Übersetzung erschien das Buch erst im Jahr 2011. Die Serie wurde am 29. April 2015 von Netflix angekündigt, wobei die Produktion der ersten Staffel insgesamt drei Jahre dauerte. Eigentlich sollte diese bereits Ende 2018 anlaufen, wurde aber um ein Jahr verschoben.
Nach zwei Segmenten aus den Fernsehfilmen Dr. Seuss on the Loose aus dem Jahr 1973 und In Search of Dr. Seuss von 1994 ist Grünes Ei mit Speck die dritte Adaption des Buches, das zudem Vorlage für ein Spiel für den Game Boy Advance sowie eine CD-ROM von Brøderbund war.
Am 20. Dezember 2019 verlängerte Netflix die Serie um eine weitere Staffel, die am 8. April 2022 ihre Premiere feierte. Sie basiert teilweise auf Seuss’ Antikriegs-Buch The Butter Battle Book von 1984. Am 8. Oktober 2022 verkündete Jared Stern, der die Serie entwickelte, auf seinem offiziellen Twitter-Account, dass der Streamingdienst keine weiteren Staffeln bestellt hat.

## Handlung
Jack befreit eine sogenannte Hühnergiraffe aus dem Zoo der Stadt Glurfsburg, da er das seltene Tier wieder in seinen natürlichen Lebensraum bringen möchte. In einem Diner trifft er auf den Erfinder Mick, der stets schlecht gelaunt ist, da viele seiner Konstruktionen zwar durchaus funktionieren, allerdings kurz nach ihrer Fertigstellung explodieren. Jack, der immer freundlich und fröhlich ist, will sich sofort mit Mick anfreunden, was diesen nicht sehr erfreut. Die beiden vertauschen versehentlich ihre Aktentaschen, weswegen Mick nun im Besitz der Hühnergiraffe ist. Fortan müssen er und Jack vor verschiedenen Leuten flüchten, die unbedingt an die Hühnergiraffe gelangen wollen. Dies sind der arrogante und sehr vermögende Geschäftsmann Hervnick Z. Snerz, McWinkle und seine Helferin Gluntz von der Organisation Böse Jungs sowie Bock, ein Kopfgeldjäger. Während ihrer Reisen treffen Jack und Mick zudem auf die überängstliche Michellee, die als Erbsenzählerin arbeitet und sich stets Sorgen um ihre sehr abenteuerlustige Tochter E.B. macht. Zudem müssen die Figuren mit einem eifrigen Erzähler zurechtkommen, der seine Aufgabe sehr auktorial ausführt.
Ein wiederkehrendes Motiv in der Handlung ist Jacks Vorliebe für Grüne Spiegeleier mit Speck. Diese Speise ist zwar im ganzen Land weit verbreitet, Mick weigert sich aber immer wieder trotz Jacks permanenter Überredungsversuche, diese zu probieren.

## Figuren
- Jack (im Original Sam) gibt sich am Anfang der Serie als Tierschützer. In Wahrheit ist er aber ein Trickbetrüger, der schon viele Identitäten angenommen und diverse Tiere geschmuggelt hat. Jack ist dafür sehr freundlich und fröhlich. Seine Mutter hat ihn als kleines Kind in einem Waisenhaus abgegeben. Er weiß nur, dass sie ihm früher Grüne Eier mit Speck briet. Deswegen isst er die Speise immer dann, wenn er in einem Ort in ein Diner geht, da er hofft, durch den individuellen Geschmack seine Mutter ausfindig zu machen. Zudem hat er keine Freunde, da er zwar außerordentlich nett, aber auch sehr anhänglich auftritt, weswegen er allein in einem isolierten Wohnmobil lebt. Jack freundet sich zu dessen Leidwesen sofort mit Mick an. Als Mick versehentlich die Hühnergiraffe an sich nimmt, rettet Jack ihn vor seinen Verfolgern. Im Laufe der Zeit entwickelt sich langsam eine Freundschaft zwischen den beiden, während der Jack langsam Gewissensbisse ob seiner Tätigkeit bekommt und in der kleinen E.B., die wie er ebenfalls sehr fantasievoll ist, eine Freundin findet.
- Mick (im Original Guy) wuchs in der Stadt Abzweig Ofenrohr auf. Dort wird er immer noch verehrt, da er in der High School sehr gute Noten erhielt und mit seiner technischen Begabung und Entschlossenheit positiv auffiel, unter anderem gründete er einen Club für Jung-Erfinder und baute in seinem Garten ein futuristisches Baumhaus. In der Gegenwart hat Mick weniger Glück, da er zwar durchaus in der Lage ist, funktionierende Erfindungen zu bauen, die aber kurz darauf explodieren. Er will auch nichts mit seiner Familie zu tun haben, die ihn liebevoll behandelt und unterstützt, für Mick ist dies aber Mitleid, was ihm zutiefst missfällt. Am Anfang der Serie hat Mick nach einem weiteren Fehlschlag alle Hoffnung aufgegeben und will in Meepville als Farb-Betrachter arbeiten. Im Diner trifft er auf den energiegeladenen Jack, wovon er nicht gerade begeistert ist, erst recht nicht, als Jack ihm Grüne Eier mit Speck spendiert. Mick verabscheut das Gericht, obwohl er es noch nie probiert hat, und bevorzugt extra trockenen Haferbrei. Mick tritt sehr zynisch und sarkastisch auf, vor allem gegenüber Jack. Als er gezwungen ist, mit ebendiesem zu kooperieren, kommt allmählich seine nettere Seite unter seiner harten Schale zum Vorschein. Zudem verliebt er sich in Michellee, als sie und ihre Tochter E.B. mit Jack und Mick die Wege kreuzen.
- Der Erzähler erfüllt nicht einfach nur seine Aufgabe, sondert kommentiert auch oft ironisch das Geschehen. Beim eigentlichen Erzählen spricht er nur in Reimen, beim Kommentieren redet er normal. Zudem reagiert er manchmal entsetzt oder verwirrt auf die Handlung, weswegen es ihm manchmal die Sprache verschlägt oder er auch laut wird. Zudem macht er sich manchmal einen Spaß daraus, die vierte Wand zu durchbrechen, beispielsweise, indem er direkt mit Mick spricht und ihm sagt, dass er wahnsinnig werde, als dieser den Erzähler nicht sehen kann.
- Hervnick Z. Snerz ist ein reicher Geschäftsmann, der eine große Sammlung an exotischen Tieren besitzt. Als Kind behandelte er sein Haustier unbeabsichtigt viel zu grob, indem er es unter anderem bei seinen Umarmungen fast erdrückte, weswegen es irgendwann weglief. Da seine Mutter es nichts übers Herz brachte, ihm die Wahrheit zu sagen, wollte Hervnick mit immer mehr Tieren sein Kindheitstrauma heilen. Diese müssen ihr Dasein an einer Wand angekettet fristen, auch seine Perücke ist ein Tier namens Flerz. Er behandelt seine Angestellten nicht gut, kümmert sich nicht um ihr Wohlergehen und kommandiert sie unter Drohungen rum. Am Anfang der Serie engagiert er Sam, der ihm eine Hühnergiraffe besorgen soll, da diese in seiner Sammlung noch fehlt.
- McWinkle ist ein Kopfgeldjäger der Organisation Böse Jungs und steht kurz vor dem Ruhestand. Er hat 862 Missionen erfolgreich absolviert und setzt alles daran, Jack die Hühnergiraffe abzufangen. Er ist von einer großen, breiten Statur, hat eine tiefe, raue Stimme und ist stets mürrisch. Sein Verhalten schüchtert andere oft ein, allerdings ist er trotz seines Auftretens ein loyaler Partner für seine Helferin Gluntz und nachsichtig, wenn sie an Fehlschlägen keinerlei Schuld hat. Sein Fell ist eigentlich blau, jedoch färbt es sich mit jedem Scheitern ein wenig grauer. In der Serienwelt ist er im Gegensatz zu vielen anderen Figuren ernst und humorlos. Mit seinem sehr logischen Denken gelingt es ihm, Jack und Mick auf den Fersen zu bleiben, obwohl sie ihm oft einen Schritt voraus sind.
- Gluntz ist McWinkles junge Helferin. Im Gegensatz zu ihm ist sie albern, fröhlich, freundlich und sehr lebhaft. Sie ist dennoch eine gute Agentin und hat bei Außeneinsätzen und Verhören ein leichtes Spiel, Verdächtige zum Reden zu bringen. Sie beherrscht zudem sämtliche Tiersprachen, weswegen sie es schafft, Bock in eine Art Trance zu versetzen und ihn so auszuschalten. Sie lässt sich leicht durch Sachen ablenken, die sie als niedlich empfindet, und wirkt etwas schwerfällig, findet aber viel früher als McWinkle heraus, dass sie Jack und Micks Spuren mithilfe von Grünen Eiern mit Speck zurückverfolgen können.
- Michellee arbeitet als Erbsenzählerin in Glurfsburg. Ihre Tätigkeit kann aber auch als Beschreibung für ihre Persönlichkeit verstanden werden, da sie übervorsichtig und gegenüber ihrer Tochter E.B. mehr als fürsorglich ist. Michellees Mann starb bei einem Unfall, weswegen sie trotz ihres großen Talents ihren Beruf als Malerin aufgab, um sich um E.B. zu kümmern. Sie liebt ihre Tochter zwar sehr, jedoch belastet ihre Persönlichkeit ihre Beziehung zueinander. Allerdings verbessert sich diese, als die beiden mehr Zeit miteinander verbringen und sich besser kennenlernen, weswegen Michellee E.B. mehr Freiräume zugesteht. Im Lauf der Serie verliebt sie sich in Mick, der zwar eigentlich noch langweiliger ist als sie, aber trotzdem eine wilde und gefährliche Seite besitzt, die Michellee zugleich anzieht und abschreckt.
- E.B. ist Michellees Tochter und will unabhängig sein, was ihre Mutter aber nicht zulässt. E.B. sucht stets das Abenteuer und ist sehr mutig, was sie aber aufgrund ihrer regen Vorstellungskraft und unschuldigen Denkweise öfters in Schwierigkeiten bringt. E.B. ist für ihr Alter recht intelligent und manchmal vernünftiger als ihre Mutter, handelt aber dennoch nicht selten impulsiv. Im Gegensatz zu allen anderen Figuren weiß sie viel über Hühnergiraffen, da sie Tiere sehr gerne hat und Mr. Jenkins auch seinen Namen gibt. Als sie herausfindet, dass ihre Mutter in Mick verliebt ist, unterstützt sie ihre Gefühle und ermutigt Michellee, mit ihm eine Beziehung einzugehen.
- Michael Fox ist zwar ein Fuchs, bewacht aber einen Hühnerstall auf einer Farm. Er trägt eine Krawatte, um damit Sandra zu beeindrucken, eine Henne, in die er verliebt ist, was aber nicht auf Gegenseitigkeit beruht. Er frisst deshalb auch Mais und Würmer, damit er nicht in Versuchung gerät. Michael muss ständig gegen seinen Drang, Eier oder Hühner zu verspeisen, ankämpfen, was er unter anderem durch Meditation versucht. Allerdings ist er durch diese Unterdrückung instabil geworden, weswegen er unter Entzugserscheinungen leidet, die ihn sehr aggressiv werden lassen. Aus diesem Grund wird er schnell gewalttätig und greift jeden sofort an, der auch nur Eier oder Sandra erwähnt.
- Mouse (im Original Squeaky) sitzt im Gefängnis von Süden Shvizleton, da er für seine hungernde Familie ein Stückchen Käse gestohlen hat. Er ist zwar in der Lage zu sprechen, aufgrund seiner geringen Körpergröße ist für andere dabei aber nur ein hohes, nichts verständliches Piepsen zu vernehmen. Im Gefängnis ist er ziemlich egoistisch, da er es Jack und Mick zwar erlaubt, seinen selbstgebauten Fluchttunnel zu benutzen, ihnen aber nicht sagt, dass dessen Ende für die beiden eigentlich viel zu eng ist. Allerdings schaffen es alle drei am Ende, aus dem Gefängnis zu fliehen, wodurch Mouse mit seiner Familie vereint wird. Aufgrund seines französischen Akzents, seines Vergehens und seiner Vorliebe für Singen ist er eine Parodie auf Jean Valjean.
- Bock (im Original Goat) arbeitet als Kopfgeldjäger, der von Snerz engagiert wird, Mr. Jenkins zu fangen. Er ist ein Biker und in seiner Tätigkeit äußerst brutal und skrupellos. Sein Ruf eilt ihm voraus, weswegen sich viele Charaktere vor ihm fürchten, allen voran Jack. Was ihm an Intelligenz fehlt, macht er durch Stärke wett, weswegen er oft mit roher Gewalt agiert, so zerstört er unter anderem einen Skilift und eine Fähre. Selbst eine Lawine kann ihn nur kurzzeitig aufhalten, allerdings gibt es einen bestimmen Ziegen-Laut, der ihn für lange Zeit betäubt.
- Captain Bigman ist McWinkles und Gluntz' Vorgesetzter. Er hat ein feuerrotes Fell, was gut zu seinem ebenso hitzigen Temperament passt. Zunächst entsteht der Eindruck, dass er nur aufgrund seiner Position Bigman genannt wird, allerdings ist sein Name tatsächlich Walter Bigman. Er ist kaum größer als eine Maus und äußerst cholerisch veranlagt. Er hält seinen Angestellten aufgrund ihrer Fehlschläge sehr häufige und sehr laute Standpauken, weswegen er kaum normal spricht und nahezu immer schreit, wann immer er zu sehen ist.
- Mr. Jenkins ist eine Hühnergiraffe, die von mehreren Figuren gejagt wird. Er ist trotz seiner enormen Größe eigentlich sehr friedlich und verspielt, zögert allerdings nicht, Gewalt anzuwenden, als seine Freunde Jack und Mick von Bock angegriffen und bedroht werden. Er wird in den ersten Episoden für eine wilde Bestie gehalten, was aber im Laufe der Staffel nicht mehr aufgegriffen wird. Er benimmt sich wie ein Hund, weswegen er von E.B. für ein Haustier gehalten wird, da er gerne Stöckchen holt und anderen das Gesicht ableckt. Laut einer Legende fressen Hühnergiraffen am liebsten Seelen, was aber falsch ist, da Mr. Jenkins nur Krawatten frisst, die auf seinem Heimatplaneten auf Bäumen wachsen. Mr. Jenkins hat panische Angst vor Flöhen, bei deren Anblick er sofort flüchtet.

## Synchronisation
Die Synchronisation der Serie wurde bei der Berliner Synchron nach einem Dialogbuch und unter der Dialogregie von Daniel Faltin erstellt.
| Rolle                   | Englischer Sprecher             | Deutscher Sprecher                    |
| ----------------------- | ------------------------------- | ------------------------------------- |
| Mick                    | Michael Douglas                 | Gerald Schaale                        |
| Jack                    | Adam DeVine                     | Jeremias Koschorz                     |
| Erzähler                | Keegan-Michael Key              | Steven Merting                        |
| Michellee Weebie        | Diane Keaton                    | Christin Marquitan                    |
| Elanabeth „E.B.“ Weebie | Ilana Glazer                    | Sarah Tkotsch                         |
| Hervnick Z. Snerz       | Eddie Izzard Rob Paulsen (Kind) | Rainer Doering Fabian Kluckert (Kind) |
| McWinkle                | Jeffrey Wright                  | Roman Kretschmer                      |
| Gluntz                  | Jillian Bell                    | Maria Hönig                           |
| Hayzel                  | Jillian Bell                    |                                       |
| Bock                    | John Turturro                   | Jan Spitzer                           |
| Mr. Jenkins             | Dee Bradley Baker               | Jörg Pintsch                          |
| Ja-Sager                | Fred Tatasciore                 | Tim Moeseritz                         |
| Jeremy                  | Fred Tatasciore                 |                                       |
| Michael                 | Tracy Morgan                    | Charles Rettinghaus                   |
| Squeaky                 | Daveed Diggs                    | Thomas Schmuckert                     |
| Captain Walter Bigman   | Billy Eichner                   | Andreas Conrad                        |
| Joaquin Furmano         | David Kaye                      | Mario Klischies                       |
| Pam                     | Patricia Clarkson               | Dana Friedrich                        |
| Sylvester van Vester    | José Andrés                     | Johann Fohl                           |
| Philip Trousers         | Rob Brydon                      | Peter Lontzek                         |
| Schneckfred             | Rob Brydon                      | Sven Brieger                          |
| Marilyn Blouse          | Gwendoline Christie             | Bianca Krahl                          |
| Herzogin von Zookia     | Rita Moreno                     | Liane Rudolph                         |
| Herzog von Yookia       | Hector Elizondo                 | Klaus Nietz                           |
| Looka                   | Darren Criss                    | Oliver Szerkus                        |
| Gobo                    | Kevin Michael Richardson        | Mathias Kunze                         |
| Bo                      | James Marsden                   |                                       |
| Wachmann                | Marques Ray                     | Martin Schubach                       |

## Episodenliste

### Staffel 1
| Nr. (ges.) | Nr. (St.) | Deutscher Titel | Originaltitel | Regie         | Drehbuch         |
| --- | --------- | --------------- | ------------- | ------------- | ---------------- |
| 1 | 1         | Hier            | Here          | Lawrence Gong | Jared Stern      |
| In Glurfsburg bricht Jack im örtlichen Zoo ein und befreit dort eine Hühnergiraffe, eine sehr seltene und vom Aussterben bedrohte Tierart. Zur selben Zeit präsentiert der Erfinder Mick ein selbstständig fliegendes Gerät. Damit will er eine Fahrkarte in die Stadt Meepville gewinnen. Da die Erfindung nicht richtig funktioniert, dürfen seine Kollegen nach Meepville fahren, er aber nicht. Unterdessen macht sich die überbehütende Michellee, die als Erbsenzählerin arbeitet, Sorgen um ihre Tochter E.B., die stets auf der Suche nach Abenteuern ist. Als E.B. von der verschwundenen Hühnergiraffe erfährt, will sie sich auf den Weg machen, diese zu fangen, Michellee hält sie aber auf, da die beiden ebenfalls nach Meepville müssen. Snerz, ein einflussreicher Geschäftsmann auf Meepville, würde die Hühnergiraffe gerne in seiner Tier-Sammlung sehen, während McWinkle und seine junge Gehilfin Gluntz, Mitglieder der Organisation Böse Jungs, nach dem Tier suchen. Derweil geht ein niedergeschlagener Mick in ein Diner, wo er in den Stellenanzeigen eine Arbeit als Farb-Betrachter findet. Er trifft auf Jack, dessen Lieblingsgericht die sehr beliebte Speise Grüne Eier mit Speck ist. Er bestellt dies für alle Gäste, obwohl Mick behauptet, das Gericht nicht ausstehen zu können. Entnervt geht Mick und nimmt dabei versehentlich Jacks Aktentasche mit. Als er abends in einem Motel die Tasche öffnet, befindet sich in dieser zu seinem Entsetzen die Hühnergiraffe. |           |                 |               |               |                  |
| 2 | 2         | Auto            | Car           | Piero Piluso  | John Whittington |
| Die harmlose, aber hyperaktive Hühnergiraffe zerstört Micks Motelzimmer, da er es nicht schafft, sie zu beruhigen. Sam geht unterdessen in sein herunter gekommenes und abgelegenes Wohnmobil, wo er feststellt, dass er die falsche Aktentasche hat. McWinkle und Gluntz erhalten von Snerz scheinbar eine Standpauke, Gluntz bleibt dennoch optimistisch und erfährt von McWinkle, dass er sich aus dem Geschäft zurückziehen will, sobald sie die Hühnergiraffe gefangen haben. Sie können das Tier zu Jacks Haus zurückverfolgen, als Mick gerade ebendort ankommt. Er wird von den beiden bedroht, Jack kommt ihm aber zur Hilfe, die beiden fliehen mit McWinkles und Gluntz' Auto. Jack erklärt, dass er oft Tiere aus Gefangenschaft befreit und wie Mick ebenfalls nach Meepville will. Mick will nicht länger Zeit mit dem etwas sonderbaren Jack verbringen, weswegen er sich in der Wüste absetzen lässt. Er hält Michellees Auto an, diese möchte ihn nicht mitnehmen, obwohl E.B. darauf besteht. Nach einer Weile bekommt Mick Halluzinationen, als er Jacks Auto sieht, der ihm heimlich nachgefahren war, und missmutig einsteigt. Jack bietet ihm erneut Grüne Eier mit Speck an, die Mick immer noch nicht essen mag. Nach einer Weile schläft Mick ein, als er aufwacht, rennen Jack und die Hühnergiraffe neben dem Auto her, das auf eine Klippe zufährt. |           |                 |               |               |                  |
| 3 | 3         | Zug             | Train         | Lawrence Gong | Mark Rizzo       |
| Jack rettet Mick aus dem Auto, das in einen See fällt und das Haus einer Fischfamilie (Figuren aus einem anderen Dr.-Seuss-Buch) zerstört. Jack erklärt, dass er das Auto zerstören musste, damit es nicht zurückverfolgt werden kann. Das Fahrzeug wird dennoch von McWinkle und Gluntz gefunden, als es an die Oberfläche gebracht wird, finden die beiden dort Spuren der Hühnergiraffe, weswegen sie zu dem Schluss kommen, dass diese sich in einem Zug befinden muss. Zudem erklärt Snerz, dass er mit dem Tier seine Kumpane beeindrucken will. In der Zwischenzeit kaufen Jack und Mick Zugfahrkarten, weswegen Mick zu seinem Widerwillen noch länger mit Jack zusammenbleiben muss. Im Zug treffen sie auf Michellee und E.B., Jack spendiert ihnen Grüne Eier mit Speck. Nachts schleicht sich Jack mit der Hühnergiraffe aus seinem Abteil, wo er von E.B. gesehen wird, die von dem Tier begeistert ist und es Mr. Jenkins nennt. Im Schlafwagen freunden sich Mick und Michellee an, der Erzähler erklärt, dass sie Gefühle füreinander entwickeln. Morgens sagt Mick Jack, dass er nichts mehr mit ihm zu tun haben will. Als er aus dem Zug aussteigt, stehen McWinkle und Gluntz vor ihm. |           |                 |               |               |                  |
| 4 | 4         | Fuchs           | Fox           | Piero Piluso  | Vanessa McGee    |
| Mick steigt wieder in den Zug ein, während er von McWinkle und Gluntz verfolgt wird. Er schafft es bis zum Abteil von Jack und Mr. Jenkins, wo E.B. gegenüber ihrer Mutter versehentlich die Existenz des Tiers preisgibt, weswegen Michellee wütend auf Mick ist, da er sie angelogen hat. Jack, Mick und Mr. Jenkins sind gezwungen, aus dem fahrenden Zug zu springen, und landen in einem Steinbruch. McWinkle und Gluntz verlangen vom Lokführer, zurückzufahren, werden aber rausgeworfen, da sie keine Fahrkarten haben. Unterdessen lädt Snerz seine Kumpane auf eine Gala ein, auf denen er ihnen die Hühnergiraffe präsentieren will. Als E.B. Michellee erzählt, dass sie gemeinsam mit Jack auf dem Zugdach war, wird sie von ihrer Mutter noch strenger überwacht als sonst. Derweil stellten Jack und Mick fest, dass Mr. Jenkins gerne Krawatten frisst. Als sie in der Ferne ein Bauernhaus entdecken, brechen sie dort ein. Im Haus befinden sich keine Krawatten, allerdings trägt Michael, ein Fuchs, der die grünen Eier bewacht und eine Henne namens Sandra beeindrucken will, eine Krawatte. Michael muss gegen seine Vorliebe für die Eier ankämpfen und meditiert deswegen. Als er abgelenkt ist, brechen Jack und Mick in seinem Bau ein und entwenden mehrere Krawatten. Zwar gelingt ihnen dies auch, allerdings öffnen sie dabei versehentlich einen Schrank mit grünen Eiern, von denen einige zerbrechen. Deshalb werden sie von Michael entdeckt, der sich wütend auf sie stürzt. |           |                 |               |               |                  |
| 5 | 5         | Dunkel          | Dark          | Lawrence Gong | Jared Stern      |
| Michael lässt von Jack und Mick ab und erzählt ihnen unter Tränen von seiner Vorliebe für grüne Eier und seiner widersprüchlichen Liebe zu Sandra. Er lässt sie mit seinen Krawatten unter der Bedingung gehen, dass sie ihn nicht verraten. Bei Sonnenuntergang sehen sie ein Motel-Schild, allerdings befindet sich dieses weggeworfen auf einem Schrottplatz, wo Jack und Mick festsitzen. Sie finden zwar einen Ausgang, allerdings ist dies eine Röhre, durch die eine giftige Brühe fließt, die beiden landen schließlich auf einem Müllberg. Während der Erzähler erklärt, dass Mr. Jenkins von seiner Mutter getrennt wurde, gesteht Mick Jack, dass jeder seiner bisherigen Erfindungen explodiert ist und er deswegen alle Hoffnung verloren hat. Allerdings gelingt es ihm dank Jacks aufmunternder Worte, eine Apparatur zu bauen, die ihnen die Weiterreise ermöglicht. Unterdessen steigen Michellee und E.B. aus dem Zug aus und kommen in einem Bed & Breakfast unter. Dort langweilt sich E.B., vor allem, da ihre Mutter überhaupt nicht auf ihre fantasievollen Reaktionen auf ihre Umwelt eingeht. Sie entdeckt eine Zeichnung von Mr. Jenkins, die Michellee als Ausgleich für seinen Verlust angefertigt hat. Jack, Mick und Mr. Jenkins erreichen ein Diner in Prinz Pazookle, wo ein Haustier-Floh einer Kundin Mr. Jenkins in Panik versetzt, weswegen er aus der Aktentasche ausbricht und im Diner herum wütet. |           |                 |               |               |                  |
| 6 | 6         | Kiste           | Box           | Piero Piluso  | Mark Rizzo       |
| Jack und Mick gelingt es, mit Mr. Jenkins aus dem Diner zu flüchten. Da sie kein Geld haben, sehen sie sich gezwungen, auf der örtlichen Kirmes zu arbeiten. Sie tarnen sich, indem sie ihre Mützen vertauschen und sich Randy und Dave nennen, während sich Mr. Jenkins in einer Bude als Stofftier ausgibt. McWinkle und Gluntz finden heraus, dass sich das Tier auf der Kirmes aufhält, weswegen sie dort hingehen und ihn gewinnen wollen, was ihnen aber schwerfällt. Unterdessen will Michellee mit E.B. zum kleinsten Thermometer der Welt fahren, das eigentlich nur sie selbst sehen möchte. Als E.B. ihrer Mutter vorwirft, langweilig und egoistisch zu sein, ist diese fest entschlossen, ihrer Tochter das Gegenteil zu beweisen, und fährt mit ihr stattdessen zur Kirmes. Dort tauscht Mick gerade mit Jack die Arbeit, weswegen er eine Walzerbahn in Betrieb setzt, auf der Michellee und E.B. eine sehr schnelle Fahrt erleben. Anschließend versucht er, mit Michellee ins Gespräch zu kommen, die aber immer noch auf ihn sauer ist. McWinkle und Gluntz wollen mit Mr. Jenkins gehen, Jack und Mick können ihn retten. E.B. gibt ihnen etwas Geld, bevor sie sich mit McWinkle und Gluntz im Nacken auf den Weg nach Shvizelton machen. Dort setzen sie wieder ihre richtigen Mützen auf, woraufhin Jack verhaftet wird, was Mick ratlos zurücklässt. |           |                 |               |               |                  |
| 7 | 7         | Maus            | Mouse         | Lawrence Gong | Mark Rizzo       |
| Jack kann sich zwar aus seinen Handschellen befreien, als er aber sieht, wie Mick und Mr. Jenkins in einem Taxi davonfahren, ist er schwer betrübt und lässt sich erneut verhaften. Mick bekommt schließlich Gewissensbisse und beschließt, zurückzukehren und Jack zu befreien. McWinkle und Gluntz kommen in der Stadt an, befragen Einheimische und machen sich ebenfalls auf dem Weg zum Gefängnis. In seiner Zelle macht Jack Bekanntschaft mit einer Maus, die er Mouse nennt. Mouse spricht mit einem französischen Akzent, für andere ist dabei aber nur ein unverständliches Quieken zu hören. Er sitzt ein, da er für seine hungernde Familie ein Stück Käse gestohlen hat. In der Stadt lässt sich Mick verhaften, in der Zelle zeigt Mouse den beiden einen Fluchttunnel, den er gegraben hat. McWinkle und Gluntz kommen im Gefängnis an und sehen noch, wie die Gruppe gerade in die Kanalisation steigt. Jack, Mick, Mr. Jenkins und Mouse sind weit vom Gefängnis entfernt wieder in Freiheit, wo Mouse zu seiner Familie zurückkehrt. Jack, Mick und Mr. Jenkins laufen lange im Regen, bis sie an einer Hütte ankommen, wo sie von Michellee begrüßt werden, die sie aber nicht rein lassen will, da sie flüchtig sind. |           |                 |               |               |                  |
| 8 | 8         | Regen           | Rain          | Piero Piluso  | Vanessa McGee    |
| Jack, Mick und Mr. Jenkins sind gezwungen, im Regen zu sitzen, wo Jack auf einmal einfällt, dass Mick etwas für Michellee empfindet. E.B. fleht ihre Mutter an, die drei zumindest in der Nacht drinnen schlafen zu lassen, Michellee lässt sich schließlich überreden. Während McWinkle und Gluntz ihre Suche fortsetzen, engagiert Snerz den Kopfgeldjäger Bock, der sie unterstützen soll. Mick und E.B. wollen Mr. Jenkins trocknen, während Jack Michellee dabei hilft, vegane grüne Eier mit Speck aus Tofu zuzubereiten. Mick und E.B. haben Schwierigkeiten, Mr. Jenkins mit einem riesigen Blasebalg zu trocknen, weswegen sich E.B. das Glas Bohnen ihrer Mutter als Hilfsmittel nimmt. Dabei wird das Glas allerdings versehentlich in den nahegelegenen Wald katapultiert. Die beiden gehen in den Wald, während Jack Michellee ablenkt. E.B. findet während der Suche heraus, dass Mick ihre Mutter mag, als sie das Glas finden, stehen vor ihnen Girooster, die jeden jagen, den sie als minderwertig betrachten. Mick greift sie verbal mit zynischer Kritik an, was diese so beeindruckt, dass sie den beiden das Glas zurückgeben. Im Haus wird Michellee panisch, als Jack versehentlich verrät, dass er und Mick im Gefängnis waren, allerdings kommen in dem Moment E.B. und Mick rein, die sie ablenken und Jacks Worte vergessen lassen. Am Ende der Folge übernimmt Bock vollständig die Jagd auf die Hühnergiraffe. |           |                 |               |               |                  |
| 9 | 9         | Bock            | Goat          | Piero Piluso  | John Whittington |
| Mick, Jack, Mr. Jenkins, Michellee und E.B. machen sich gemeinsam auf den Weg nach Meepville, wobei sich Mick und Michellee näher kommen. Als Mick draußen Bock sieht, erklärt Jack, dass dieser sehr gefährlich sei, weswegen er Mick überredet, Michellee und E.B. alleine vorausgehen zu lassen, damit sie nicht in Gefahr geraten. Anschließend greift Bock die Hütte an, wobei er von Jack und Mick abgelenkt wird, die mit Mr. Jenkins entkommen. Sie flüchten auf einen verschneiten Berg, wo Mr. Jenkins von Bock entführt wird. Als Mr. Jenkins sieht, wie die beiden von Bock angegriffen werden, nimmt er all seinen Mut zusammen und wehrt Bock ab, indem er ihn den Berg herunterstößt. Die drei nehmen Bocks verloren gegangene Kreditkarte an sich und kaufen damit Busfahrkarten nach Abzweig Ofenrohr, was Mick beunruhigt. Inzwischen wird Snerz für eine Zeitschrift interviewt, er behauptet, dass seine Tierliebe vom Verlust seines Haustiers Flemur herrühre, als er noch ein Kind war, wofür er seine Mutter verantwortlich macht. Der Journalist trifft daraufhin Snerz' Mutter, die ihm sagt, dass Snerz' Hinwendung für Flemur zu groß war und das Tier in Freiheit leben wollte, was sie ihm erlaubte. McWinkle und Gluntz sind traurig, da sie keinerlei Anhaltspunkte finden konnten, bis sich McWinkle an Jacks Vorliebe für Grüne Eier mit Speck erinnert. |           |                 |               |               |                  |
| 10 | 10        | Haus            | House         | Lawrence Gong | Jared Stern      |
| Während McWinkle und Gluntz Jacks Spuren nachgehen, überlebt Bock eine Lawine und setzt seine Suche nach Mr. Jenkins fort. Unterdessen kommen Jack, Mick und Mr. Jenkins in Abzweig Ofenrohr an, wo sie ein Motelzimmer mieten wollen. Jeder im Ort scheint Mick zu kennen, es stellt sich heraus, dass Abzweig Ofenrohr seine Geburtsstadt ist und er in der High School zum Schüler mit den größten Erfolgschancen im späteren Leben gewählt wurde. Mick will seine Familie nicht besuchen, da sie ihn als Verlierer betrachten, weswegen er, Jack und Mr. Jenkins stattdessen in sein altes Baumhaus klettern wollen. Dort werden sie von Micks Familie erwischt, die aber, anders als von ihm behauptet, ihn und sein kreatives Bestreben voll und ganz unterstützen. Mick verkündet, dass er nicht mehr Erfinder sei und Farb-Betrachter werden wolle, und zieht sich anschließend wütend in sein Baumhaus zurück. Jack geht zu ihm und gesteht, dass er im Gegensatz zu ihm nie eine Familie hatte und die meiste Zeit seines Lebens in einem Waisenhaus verbrachte. Die bizarren Erinnerungen an seine Mutter, von denen er die ganze Staffel über erzählt hat, seien alle erfunden. Grüne Eier mit Speck sind deshalb sein Lieblingsgericht, weil seine Mutter ihm diese früher gekocht hat. Er dachte, seine Mutter ausfindig zu machen, wenn er die spezielle Zubereitungsart herausschmeckt, weswegen er oft in Diners isst. Mick fühlt sich durch Jacks Schilderungen besser und entschuldigt sich bei ihm und seiner Familie. Kurz darauf geht Jack ebenfalls ins Haus und ruft Snerz an, es stellt sich heraus, dass er von Anfang an die Hühnergiraffe zu ihm bringen sollte. |           |                 |               |               |                  |
| 11 | 11        | Boot            | Boat          | Lawrence Gong | Vanessa McGee    |
| Jack, der immense Schuldgefühle hat, versucht, Zeit zu schinden, da Mick bereits Fahrkarten für die Fähre nach Meepville gekauft hat. Währenddessen kommen McWinkle und Gluntz an Micks Haus an, er und Jack können jedoch fliehen. Allerdings sind McWinkle und Gluntz eigentlich Mitglieder einer Tierschutzorganisation, deren Akronym Böse Jungs ist, sie wollten die ganze Zeit über die Hühnergiraffe retten, weswegen Micks Familie ihnen verrät, wo er und Jack hinwollen, nachdem McWinkle und Gluntz von ihrem Chef Captain Bigman eine Standpauke erhalten haben. Auf der Fähre treffen Jack und Mick E.B. und Michellee wieder. Während E.B. erfreut ist, ist Michellee sauer auf Mick, obwohl er sich entschuldigt, da er und Jack sich kurzzeitig von ihnen getrennt haben. Die Fähre wandelt sich in ein U-Boot und taucht unter, wobei Mick und Michellee sich erneut näher kommen. Nach einem Gespräch mit E.B. kommt Jack von seinen Schuldgefühlen los und beschließt, Mr. Jenkins zu retten. In Meepville gibt Michellee Mick ihre Telefonnummer, als Bock plötzlich auftaucht, weswegen Jack und Mick zurück ins Boot flüchten. Bock bringt das Boot zum Kentern, Jack und Mick können zwar noch rechtzeitig aussteigen, Bock nimmt allerdings die Aktentasche mit Mr. Jenkins an sich und verschwindet. |           |                 |               |               |                  |
| 12 | 12        | Da              | There         | Piero Piluso  | Mark Rizzo       |
| McWinkle und Gluntz holen Bock ein und nehmen ihn gefangen. Jack und Mick erscheinen ebenfalls, um Mr. Jenkins zu befreien, allerdings wird Mick dabei festgenommen. Er erfährt von McWinkles und Gluntz' wahrer Identität, die ihn in einen Verhörraum bringen. Dort klären sie ihn über Jacks diverse Pseudonyme und seine Absicht, Mr. Jenkins zu verkaufen, auf. Währenddessen geht Michellee mit E.B. in die städtische Kunst-Galerie. Michellee war früher als Malerin tätig, gab diesen Beruf aber auf, als ihr Ehemann starb, um sich besser um E.B. kümmern zu können, weswegen Mutter und Tochter sich nun gegenseitig besser verstehen. Jack will Mick befreien, der aber wütend auf ihn ist, was sich noch verstärkt, als er erneut Grüne Eier mit Speck angeboten bekommt. Jack nennt es einen kleinen Rückschlag in ihrer Beziehung und erklärt, dass er unterschiedliche Identitäten annimmt, weil niemand lange genug mit ihm befreundet war. Mick sagt Jack, dass seine Mutter ihn nicht wollte, weil er zu niemand, nicht mal zu ihr, passen würde. Deshalb geht Jack traurig mit Mr. Jenkins. Mick fühlt sich ob seiner Worte schlecht, weswegen er McWinkle und Gluntz reumütig von Snerz' Absicht erzählt, die Hühnergiraffe zu erwerben, daraufhin lassen sie ihn gehen. Snerz veranstaltet seine Gala, unter deren Gästen sich auch E.B. und Michellee befinden. Als E.B. Jack im Backstage-Bereich entdeckt, folgt sie ihm heimlich und sieht entsetzt, wie er Mr. Jenkins an Snerz verkauft. |           |                 |               |               |                  |
| 13 | 13        | Nirgends        | Anywhere      | Lawrence Gong | Jared Stern      |
| E.B. ist nach dem Verkauf von Mr. Jenkins untröstlich. Sie versucht, ihn zu befreien, und zieht damit sowohl die Aufmerksamkeit von Michellee als auch von Mick auf sich. Die beiden streiten sich erneut, als sie Snerz' Haustiersammlung entdecken. E.B. bemerkt, dass es sich bei dem Tier eigentlich um einen angemalten Girooster handelt, was Mick in Erleichterung versetzt. Mick, Michellee und E.B. fliehen gerade in dem Moment, in dem Snerz den Schwindel bemerkt. Sie finden Jack an einem Anlegeplatz für Kaltluft-Ballons, wo er Mr. Jenkins zurück nach Hause schicken will. Er ist immer noch wegen Micks Worte verletzt, der es dadurch wieder gut macht, dass er endlich Grüne Eier mit Speck probiert, die ihm zu seiner Überraschung sehr gut schmecken. McWinkle, Gluntz und Snerz kommen ebenfalls am Platz an, wo sie die Gruppe bis auf einen Turm verfolgen. Dort fesseln E.B. und Michellee Snerz mit einem ihrer Freundschaftsarmbänder, während McWinkle und Gluntz ihre Mission beenden, als sie von Jacks wahrer Absicht erfahren. Bock will mit Mr. Jenkins in einem Ballon fliehen, Mick kann ihn aber mit seinem fehlkonstruierten Fluggerät aufhalten und Mr. Jenkins retten, worauf er von Michellee geküsst wird. Später essen Jack und Mick in einem Diner Grüne Eier mit Speck, als Jack den Geschmack als den seiner Mutter identifiziert. Als er herausfindet, dass die Eier aus East Flurbia stammen, macht er sich mit Mick auf den Weg dorthin. |           |                 |               |               |                  |
| Am 8. November 2019 wurden alle Folgen der Staffel gleichzeitig bei Netflix veröffentlicht. |           |                 |               |               |                  |

### Staffel 2
| Nr. (ges.) | Nr. (St.) | Deutscher Titel                 | Originaltitel                     | Regie           | Drehbuch                                                     |
| --- | --------- | ------------------------------- | --------------------------------- | --------------- | ------------------------------------------------------------ |
| 14 | 1         | In mütterlicher Mission         | The Mom Identity                  | Piero Piluso    | Jared Stern & John Whittington                               |
| Während Jack immer noch seine Mutter Pam finden will, hat Mick, der inzwischen mit Michellee verheiratet ist, einen eigenen Erfinder-Laden aufgebaut. Deswegen lehnt er Jacks Angebot ab, mit ihm nach Pam zu suchen. Am Eröffnungstag explodiert Micks Geschäft. Während Gluntz Sabotage vermutet und ermittelt, schlägt Michellee Mick vor, mit Jack mitzugehen, um seine Sorgen zu vergessen. Auf ihrer Reise nach East Flurbia erfahren Jack, Mick und E.B., dass zwischen den Städten Yookia und Zookia ein Krieg herrscht, nachdem das Moo-Lacka-Moo, ein Behälter mit einer gefährlichen Substanz, von einem unbekannten Spion aus Yookia gestohlen wurde. Jack, Mick und E.B. begeben sich an ihrem Ziel zu einer Fabrik, die grüne Eier herstellt. Die dort angestellten Hühner geben ihnen eine Adresse, wo Jack das Haus wiedererkennt, in dem er früher als Kind lebte. Allerdings wohnt dort nun eine alte Frau, weswegen die drei enttäuscht gehen. Vorher findet Jack einen fremden Aktenkoffer, den er zurückgeben will, als plötzlich zwei Spione auftauchen und um diesen miteinander kämpfen. Im Koffer befindet sich das gestohlene Objekt, mit dem einer der beiden Agenten flüchten kann und seine Gegnerin vorher Pam nennt. |           |                                 |                                   |                 |                                                              |
| 15 | 2         | Mutter, König, As, Spion        | Tinker Tailor Mother Spy          | Bradley Raymond | Mark Rizzo                                                   |
| Pam beschützt Jack, Mick und E.B. vor Gefolgsleuten aus Zookia, die sie angreifen. Anschließend können sie mit Hilfe von Pams Partner Sylvester in ein Dorf in Robababobria flüchten, in dem Pam ihre Agentenausrüstung lagert. Sam, der überglücklich ist, wieder bei seiner Mutter zu sein, bittet sie, ihm wie früher Grünes Ei mit Speck zuzubereiten oder eine Geschichte zu erzählen. Obwohl Pam ebenfalls erfreut ist, ihren Sohn wiederzusehen, weigert sie sich, da sie mit ihrer Arbeit beschäftigt sei. E.B. ist von Pams Agentenleben fasziniert und sieht in ihr ein Vorbild, was Mick wenig begeistert. Er versucht Jack klarzumachen, dass Pam sich in nächster Zeit wahrscheinlich nicht um ihn kümmern kann, was dieser ignoriert. Am nächsten Tag bringt Pam Jack, Mick und E.B. mit einer Herde Kamelopen zum nächsten Hafen in Ta-Gong, worauf Jack einsieht, dass sie in der Tat keine Zeit für ihn hat. Pam verspricht ihm, ihn irgendwann in Glurfsburg besuchen zu kommen. Nachdem Mick und E.B. ein Boot für die Heimreise besteigen, will Jack bleiben und seine Mutter bei ihrer Spionage unterstützen. Kurz darauf werden Mick und E.B. von Schergen aus Zookia entführt. |           |                                 |                                   |                 |                                                              |
| 16 | 3         | Goldjunge                       | Goldenguy                         | Piero Piluso    | Brian Schacter                                               |
| In Zookia werden Mick und E.B. von den strengen Wachleuten Hayzel und Jeremy verhört. Nachdem diese von der Unschuld der beiden überzeugt sind, erklärt Hayzel ihnen, dass Yookia böse und Zookia gut sei. Dies liege an den verschiedenen Arten der beiden Städte, sich Butter auf Toastscheiben zu schmieren. Anschließend erhalten Mick und E.B. eine Führung durch Zookia. Während E.B. begeistert ist, will Mick so schnell wie möglich nach Hause. Als Hayzel von Micks Beruf als Erfinder erfährt, bringt sie ihn zum technologischen Institut von Zookia. Dort kreiert er nun ebenso begeistert eine „Anti-Waffe“, was die Aufmerksamkeit der Herzogin auf sich zieht. Sie bietet Mick an, für sie zu arbeiten, was dieser nach einigem Zögern annimmt. Unterdessen will Pam ihren Gegner Philip per Boot verfolgen, um an das Moo-Lacka-Moo zu gelangen. Sie muss dafür mit Jack in ein Boot steigen, wobei Philip sie aufgrund dessen Tollpatschigkeit immer wieder abhängen kann. Schließlich drückt Pam ihrem Sohn eine Signalpistole in die Hand und setzt ihn auf einer Boje aus, was diesen enttäuscht zurücklässt. Pam holt Philip ein, allerdings wird ihr Boot von Delfokudas zerstört, die sie anschließend fressen wollen. |           |                                 |                                   |                 |                                                              |
| 17 | 4         | Der Jack, der zu viel wusste    | Three Days of the Mom-dor         | Bradley Raymond | Katie Greenway & Kate Thulin                                 |
| Jack gelingt es, Pam mit der Signalpistole zu retten. Sie erlaubt ihm daher, sie auf ihrer Mission zu begleiten. Sie verfolgen Philip heimlich weiter, der sich an Land mit seiner Partnerin Marilyn trifft und auf eine Party geht. Obwohl Pam Bedenken hat, willigt sie in Jacks Plan ein, sich als Lydia Schwartz zu verkleiden, eine Frau, deren Ehe er angeblich gerettet hat. Jack und Pam gelangen so auf die Feier und stellen die Agenten in einem unterirdischen Geheimlabor, wo es zu einem Kampf kommt. Philip und Marilyn fliehen, während Jack das Moo-Lacka-Moo an sich nimmt, was Pam beeindruckt. Allerdings ist dieses stattdessen das Goo-Lacka-Goo, eine Hitze absorbierende Substanz. Jack und Pam verlassen die Party deswegen fluchtartig, während E.B. weiter Zookia erkundet. Sie klettert auf die Mauer, die Zookia von Yookia trennt, wo sie einen Jungen namens Looka kennen lernt. Die beiden fühlen sich sofort voneinander angezogen, allerdings erwähnt Looka, aus Yookia zu kommen, worauf E.B. geht. Später erklärt ihr Mick glücklich, dass sie länger bleiben werden und die Bewohner von Yookia schlecht seien. Nachts klettert E.B. erneut auf die Mauer, wo sie von den Grenzposten erwischt wird. |           |                                 |                                   |                 |                                                              |
| 18 | 5         | Liebesgrüße nach Yookia         | To Yookia With Love               | Piero Piluso    | Jared Stern                                                  |
| Der Erzähler beschließt, sich nicht mehr auf Jack und Pam, Mick oder die „langweilige“ Michellee zu konzentrieren. Stattdessen geht es mit E.B. weiter, die die Wachen überlistet und erneut auf Looka trifft. Dieser weiß, dass sie aus Glurfsburg kommt, und hält sie für eine Touristin. Er führt sie in der Stadt herum, wobei alles zu E.B. Verwunderung genau so aussieht wie in Zookia, selbst der luxuriöse Wasserpark, der in Zookia als „Kloake“ beschrieben wird. Looka gesteht E.B., die andere Stadt ebenfalls nicht zu hassen, worauf sich die beiden in einen alten Flügel des Museums schleichen. Dort erfahren sie, dass Yookia und Zookia früher ein Land mit Namen Ookia waren. Dieses zerfiel, als sich der Herzog und die Herzogin über die verschiedenen Methoden, Butter auf Toast zu schmieren, uneinig waren. Looka bringt E.B. zu seinem Haus und offenbart, der Sohn des Herzogs von Yookia zu sein, der sich kaum um ihn kümmert. E.B. gibt schließlich traurig zu, in Zookia zu wohnen, weswegen Looka mit ihr eilig zur Mauer zurück geht und verspricht, sie wiedersehen zu werden. Am Ende der Folge beschließt der Erzähler, einen Blick nach Glurfsburg zu werfen, wo Michellee zu seinem Schreck Mick per Nachricht mitteilt, schwanger zu sein. |           |                                 |                                   |                 |                                                              |
| 19 | 6         | Mom erlebt man nur zweimal      | You Only Mom Twice                | Bradley Raymond | John Whittington                                             |
| E.B. bemerkt, dass sie ihren Spezialkompass zur Anzeige von Spaß an der Grenzmauer vergessen hat. Einige Wachposten finden ihn später und geben ihn Mick. Unterdessen verfolgen Jack und Pam Philip auf die tropische Insel Keela-Kee. Philip verliert dort das Moo-Lacka-Moo an Kängurangutans, während Jack und Pam Bekanntschaft mit dem Einheimischen Bo machen. Dieser erklärt, dass sie, je tiefer sie in den Urwald eindringen, immer jünger werden. Während der Verjüngung begreift Pam, Jack in seiner Kindheit vernachlässigt zu haben. Als dieser zum Baby wird, beschützt sie ihn vor den Kängurangutans, die ihr von ihrer Mutterliebe gerührt das Moo-Lacka-Moo überlassen. Anschließend altern Jack und Pam während ihrer Verfolgung durch von Philip wieder und holen dabei verpasste Momente aus Jacks Jugend nach. Schließlich erzählt Philip ihnen von Micks Arbeit bei der Herzogin. Weil Jack glaubt, dass Mick und E.B. Gefangene sind, machen er und Pam sich dank Bos Hilfe mit einem Boot auf den Weg dorthin, während Mick Michellees Nachricht erhält. Er ist hiervon überwältigt und bittet die Herzogin um eine Vollzeitstelle. Als diese von Michellees Tätigkeit als Künstlerin erfährt, engagiert sie sie kurzerhand als Malerin. |           |                                 |                                   |                 |                                                              |
| 20 | 7         | Der Mick stirbt nie             | Guyfall                           | Piero Piluso    | Katie Greenway & Brian Schacter                              |
| Mick will von E.B. wissen, warum ihr Kompass an der Mauer lag, weswegen sie ihm von ihren Treffen mit Looka erzählt. Mick will von ihren Schilderungen nichts hören und untersagt ihr, Looka zu sehen. Lookas Vater verbietet seinem Sohn im Gegenzug ebenfalls weitere Treffen mit E.B. Als sich Looka wenig später heimlich zu ihrem geplanten Treffpunkt begibt, wird er auf Micks Befehl hin von Zookia-Schergen festgenommen. E.B. ist darüber so aufgebracht, dass sie nicht mehr mit Mick reden will. Kurz darauf „retten“ Jack und Pam Mick sowie E.B. und bringen sie zu ihrem Versteck außerhalb der Stadt. Mick erzählt dort E.B. von der Schwangerschaft ihrer Mutter, allerdings spricht sie weiterhin nicht mit ihm, auch als Jack versucht, die beiden zu versöhnen. Pam kommt Mick daneben verdächtig vor, da sie nicht über die Butterschmier-Methoden der beiden Städte Bescheid weiß, weswegen er denkt, dass sie das Moo-Lacka-Moo aus unlauteren Gründen nach Yookia zurückbringen will. Jack scheint ihm zu glauben, da seine Mutter ihm immer noch kein Grünes Ei mit Speck gekocht hat. Nachts will Mick mit E.B. aufbrechen, die ihn jedoch abweist. Jack nimmt das Moo-Lacka-Moo unbemerkt an sich und weckt seine Mutter. |           |                                 |                                   |                 |                                                              |
| 21 | 8         | Der Jack, der aus der Kälte kam | The Sam Who Came in From the Cold | Bradley Raymond | Mark Rizzo & Kate Thulin                                     |
| Mick und E.B. bemerken, dass Jack und Pam mit dem Moo-Lacka-Moo nach Yookia aufgebrochen sind. Philip, Marilyn sowie einige Gefolgsleute bringen Mick und E.B. wenig später zurück nach Zookia. Bei der Arbeit muss Mick feststellen, dass er eine selbstexplodierende Bombe bauen soll, was ihn enttäuscht, da seine Erfindungen ohnehin stets unbeabsichtigt in die Luft gehen. Kurz darauf kommt Michellee an, die Guy tröstet. Danach bemerkt er, dass sich E.B. auf den Weg gemacht hat Looka zu befreien. Er hilft ihr dabei, weswegen es zu einem Wiedersehen zwischen E.B. und Looka kommt, der weiß, dass sie keinerlei Schuld an seiner Inhaftierung hat. Inzwischen liefern Jack und Pam das Moo-Lacka-Moo beim Herzog von Yookia ab, der sie dafür fürstlich belohnt. Pam bereitet ihrem Sohn in ihrer noblen Villa Grünes Ei mit Speck zu, allerdings währt seine Freude darüber nur kurz, da er mitbekommt, wie Yookia Zookia mit dem Moo-Lacka-Moo angreifen will. Er verlangt von seiner Mutter, gemeinsam seine Freunde zu retten, allerdings behauptet sie, da sie Jack nicht wieder verlieren will, dass sie zu zweit sicherer und besser dran seien. Jack geht daraufhin allein nach Yookia. |           |                                 |                                   |                 |                                                              |
| 22 | 9         | Im Geheimdienst ihrer Herzogin  | On Her Dookess' Secret Service    | Piero Piluso    | Mark Rizzo & Brian Schacter & Kate Thulin                    |
| Als nächsten Auftrag soll Pam Jack ausschalten. Dieser eilt nach Yookia, um das Moo-Lacka-Moo zu entwenden, während Mick Michellee über die Situation zwischen den Ländern aufklärt. Als die Herzogin das Gespräch mitbekommt, sperrt sie Mick in seinem Labor ein und will ihn von Michellee trennen. Mick bittet sie, seine Frau bei ihm zu lassen, da sie seine Geheimwaffe sei, worauf die Herzogin eingeht. Er fängt stattdessen mit der Zerstörung seiner Erfindung an, während Michellee den anwesenden Wachmann mit einem ihrer Gemälde sowie vorgetäuschten Wehen ablenkt. E.B. und Looka, die nun ein Paar sind, gehen unterdessen zum Herzog, der an seinem Plan, Zookia mit dem Moo-Lacka-Moo zu zerstören, festhält und beide ins Zimmer seines Sohnes verbannt. Dort kommt wenig später Jack an, der in den Lüftungsschacht geklettert ist. Nachdem er sie befreit, verabschieden sich E.B. und Looka mit dem Versprechen, sich wiedersehen zu werden, voneinander und beginnen mit der Evakuierung der Bevölkerung ihrer jeweiligen Städte. Sam entwendet das Moo-Lacka-Moo und steht plötzlich Philip gegenüber, während Mick und Michellee im Labor von Pam konfrontiert werden. |           |                                 |                                   |                 |                                                              |
| 23 | 10        | Die Mutter, die mich liebte     | The Mom Who Loved Me              | Bradley Raymond | Katie Greenway & Mark Rizzo & Jared Stern & John Whittington |
| Mick und Pam wollen die Bombe gemeinsam auseinandernehmen, als Michellee echte Wehen bekommt. Danach werden sie von der Herzogin und ihren Schergen angegriffen. Pam und Michellee können diese zwar abwehren, allerdings schafft es Mick nicht, seine Erfindung unschädlich zu machen. In Yookia wird Jacks und Philips Kampf vom Herzog unterbrochen, der das Moo-Lacka-Moo an einer Rakete befestigt. Als die Herzogin diese sieht, bereitet sie eine eigene vor, die mit Micks Bombe bewaffnet ist. Dank E.B. und Looka verstecken sich die Bewohner der beiden Städte im Untergrund, während die Raketen abgefeuert werden. Jack und Pam besteigen diese und versuchen, das Schlimmste zu verhindern. Nachdem die beiden die Detonationen überleben, kann Pam die Explosionen mit dem Moo-Lacka-Moo-Behälter stark abschwächen, wodurch nur die Grenzmauer zerstört wird. Danach beschmieren E.B. und Looka gemeinsam ein Toastbrot mit Butter. Der Herzog und die Herzogin teilen die Scheibe miteinander, worauf sich die Städte wieder zu Ookia vereinen. Plötzlich erscheint Gluntz, die erklärt, dass der Krieg von Kühen ausgelöst wurde, um deren Butterverkäufe zu steigern. Obwohl ihr sonst niemand glaubt, lassen beide Herrscher diese festnehmen. Nach der Geburt ihres Sohnes Mick Jr. reisen Mick und Michellee gemeinsam mit E.B., Jack sowie Pam zurück nach Glurfsburg. Dort führt E.B. mit Looka eine Fernbeziehung, während Micks Erfindungen dank einiger Tropfen der Substanz, die er von Pam erhält, nicht mehr explodieren. Schließlich bereitet Jack seiner Mutter eine Portion Grünes Ei mit Speck zu. |           |                                 |                                   |                 |                                                              |
| Am 8. April 2022 wurden alle Folgen der Staffel gleichzeitig bei Netflix veröffentlicht. |           |                                 |                                   |                 |                                                              |

## Auszeichnungen und Nominierungen
Annie Award
- Annie Award 2020

- Nominierung in der Kategorie Bester Schnitt einer animierten Fernsehserie

Daytime Emmy Award
- Daytime Emmy 2020

- Auszeichnung in der Kategorie Bestes Casting für eine Animationsserie oder einen animierten Fernsehfilm
- Nominierung in der Kategorie Bestes Drehbuch eines Animationsprogramms
- Nominierung in der Kategorie Bestes Intro eines Animationsprogramms

Producers Guild of America Award
- PGA Award 2020

- Nominierung in der Kategorie Bestes Kinderprogramm

Children's & Family Emmy Award
- Children’s & Family Emmy Award 2022

- Nominierung in der Kategorie Beste Grafiken und Titeldesign